# 平井雅大
平井 雅大（ひらい まさひろ、1998年5月7日 - ）は、東京都出身のフットサル選手。Fリーグ・フウガドールすみだバッファローズ所属。ポジションはフィクソ。

## 経歴
上鷺宮少年サッカークラブ、FC.KASUKABE、明秀学園日立高等学校を経て、フウガドールすみだバッファローズのセレクションを受け合格し入団。2019年にはFリーグU23選抜として選抜され見事スタメン入りを果たし、選抜時代では全試合出場し勝利へ大きく貢献した。7月22日のボアルース長野戦でFリーグの舞台で初ゴールを決めた。
FリーグU23選抜解散後はフウガドールすみだバッファローズへ移籍した。